# Élie Doté
Élie Doté (Bangui, 9 luglio 1948) è un politico centrafricano.
È stato Primo ministro della Repubblica Centrafricana dal giugno 2005 al gennaio 2008.